# EC Vitória
Esporte Clube Vitória – brazylijski klub piłkarski z siedzibą w mieście Salvador leżącym w stanie Bahia.

## Osiągnięcia
- Wicemistrz Brazylii (Campeonato Brasileiro Série A): 1993.
- Mistrz stanu Bahia (Campeonato Baiano) (27): 1908, 1909, 1953, 1955, 1957, 1964, 1965, 1972, 1980, 1985, 1989, 1990, 1992, 1995, 1996, 1997, 1999, 2000, 2002, 2003, 2004, 2005, 2007, 2008, 2009, 2010, 2013
- Mistrz północno-wschodniej Brazylii (Campeonato do Nordeste) (4): 1997, 1999, 2003, 2010

## Historia
Klub założony został 13 maja 1899 roku przez braci Artura i Artêmio Valente, pochodzących z powszechnie szanowanej w stanie Bahia rodziny. Z piłką nożną zapoznali się podczas studiów w Anglii, jednak początkowo główną dyscypliną był krykiet, a klub w swych początkach nosił nazwę Club de Cricket Victoria.
Swój pierwszy mecz Vitória rozegrała 22 maja 1901 roku na stadionie Campo da Pólvora z drużyną International Sport Club złożoną z angielskich marynarzy. Vitória wygrała 3:2. Dwa miesiące później klub zmienił barwy z czarno-białych na do dziś używane czerwono-czarne. W roku 1908 klub pierwszy raz zdobył mistrzostwo stanu Bahia (Campeonato Baiano).
W roku 1998 założono firmę Vitória Sociedade Anônima, której zadaniem jest zarządzanie interesami klubu zawodowego. Po słabiutkim sezonie w roku 2004 Vitória spadła do drugiej ligi (Campeonato Brasileiro Série B), gdzie zajmując 17. miejsce spadła do trzeciej ligi (Campeonato Brasileiro Série C). Wicemistrzostwo trzeciej ligi w 2006 roku oznaczało powrót do grona brazylijskich drugoligowców.